# Euestola fasciata
Euestola fasciata är en skalbaggsart som beskrevs av Martins och Maria Helena M. Galileo 1997. Euestola fasciata ingår i släktet Euestola och familjen långhorningar. Inga underarter finns listade i Catalogue of Life.